# تل علامرودشت
تل علامرودشت مربوط به دوران‌های تاریخی پس از اسلام است و در شهرستان لامرد، بخش علامرودشت، شهر علامرودشت واقع شده و این اثر در تاریخ ۲۴ تیر ۱۳۸۲ با شمارهٔ ثبت ۹۲۲۴ به‌عنوان یکی از آثار ملی ایران به ثبت رسیده است.